# 101年
| 千纪： | 1千纪                                                                                       |
| 世纪： | 1世纪 \| 2世纪 \| 3世纪                                                                     |
| 年代： | 70年代 \| 80年代 \| 90年代 \| 100年代 \| 110年代 \| 120年代 \| 130年代                      |
| 年份： | 96年 \| 97年 \| 98年 \| 99年 \| 100年 \| 101年 \| 102年 \| 103年 \| 104年 \| 105年 \| 106年 |
| 纪年： | 辛丑年（牛年）；东汉永元十三年                                                              |

## 大事记
- 迷唐率兵回到賜支河曲，接近漢朝邊塞。侯護羌校尉周鮪和金城太守霸，率兵三萬，打敗迷唐，燒當羌瓦解，六千餘人投降，迷唐越過賜支河源頭遠逃，投靠發羌。

## 各国领袖

### 非洲
- 库施
  - 国王：Teqerideamani I（90年－114年）

### 亚洲
- 中国
  - 东汉：
    - 皇帝：汉和帝（88年－106年）
- 朝鲜
  - 百济：
    - 国王：己娄王（77年－128年）

  - 高句丽：
    - 国王：太祖王（53年－146年）

  - 新罗：
    - 国王：婆娑尼师今（80年－112年）
- 贵霜帝国
  - 国王：索特尔·麦格斯（80年－105年）

### 欧洲
- 高加索伊比里亚
  - 国王：阿佐克（87年－106年）
- 达契亚
  - 国王：德凯巴鲁斯（87年－106年）
- 罗马帝国
  - 皇帝：图拉真（98年－117年）

### 中东
- 奈巴提亚
  - 国王：Rabbel II Soter（70年－106年）
- 奥斯若恩
  - 国王：Sanatruk（91年－109年）
- 安息
  - 国王：帕科罗斯二世（78年－105年）

## 出生
- 盧基烏斯·埃利烏斯·凱撒，羅馬貴族

## 逝世
- 賈逵，東漢經學家、天文學家。